# Молино дел Палоне
Молино дел Палоне (итал. Molino del Pallone) је насеље у Италији у округу Болоња, региону Емилија-Ромања.
Према процени из 2011. у насељу је живело 119 становника. Насеље се налази на надморској висини од 488 м.